# Calvé
Calvé — нідерландська фабрика з виробництва олії та арахісового масла. Багатонаціональна компанія «Unilever» використовує також цю назву як бренд, серед іншого, для майонезу, соусів, салатних заправок і арахісового масла. Торгова марка зареєстрована в 1925 році. Її назва походить з Франції, де з 1893 року в муніципалітеті Саблон функціонувала фабрика братів Кальве (фр. Calvé). Ця фабрика об'єдналася в 1897 році з нідерландською олійною фабрикою «Nederlandsche Oliefabriek», яка працювала в Делфті з 1883 року.

## Історія

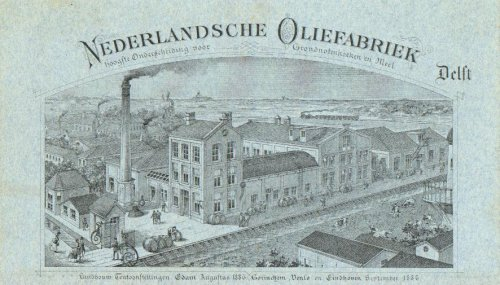
Рекламна наліпка Nederlandschen Oliefabriek Delft з нагоди виставки в 1886 році

«Nederlandsche Oliefabriek» (NOF) була заснована в Делфті в 1883 році Якобом (Жаком) Корнелісом ван Мартеном, власником нідерландської компанії з виробництва дріжджів та спирту «Nederlandsche Gist- en Spiritusfabriek», з наміром виробляти олію з арахісу. За порадою ван Мартена доктор Ян Тутейн Нолтеніус (нід. Jan Tutein Nolthenius), хімік із фінансовою освітою, який співпрацював з компанією ван Маркена, відвідав французьку компанію «Calvé», щоб вивчити процес виробництва штучного вершкового масла.
Необхідний для заснування нової компанії стартовий капітал у розмірі 400 000 гульденів був зібраний ван Маркеном, банкірським домом Тутейна Нолтеніуса з Амстердама шляхом випуску акцій по 2500 гульденів кожна та внеску в 200 000 гульденів паном Гастоном Тубе, членом правління французької компанії «Serpette, Lorois, Lourmand & Co.» У нього вже був план створити подібну фабрику в Нідерландах, про що він розповів під час візиту Нолтеніуса до його компанії. Ван Маркен запропонував збільшити капітал фонду до 500 000 гульденів, який був гарантований роттердамським банком «R. Mees & Zoonen», збільшивши свій внесок на 12,5 відсотка, порівняно з тим, яким володів до того часу. Ван Маркен став радником, а Нолтеніус і Тубе стали директорами фабрики. Невдовзі після початку виробництва в 1884 році ван Маркен перебрав на себе керівництво, оскільки виникло занадто багато проблем, зокрема, пожежа 17 серпня 1884 року знищила всю фабрику.
Як і працівники дріжджової компанії, працівники олійної також користувалися соціальним забезпеченням відповідно до бачення ван Маркена, включаючи гідне житло та пенсії. 1920 року компанія налічувала 1226 співробітників, більше ніж дріжджова — 837 співробітників.
1 січня 1898 року «Nederlandsche Oliefabriek» було об'єднано в нове «Нідерландське публічне товариство з обмеженою відповідальністю Fransch-Hollandsche Oliefabrieken: Nouveaux Établissements Calvé-Delft» з капіталом 2,400,000 гульденів шляхом злиття з французькою компанією братів Еммануеля та Жоржа Кальве, пізніше перейменоване на «Nederlandsche Oliefabrieken (NOF) Calvé-Delft» або просто «Calvé».

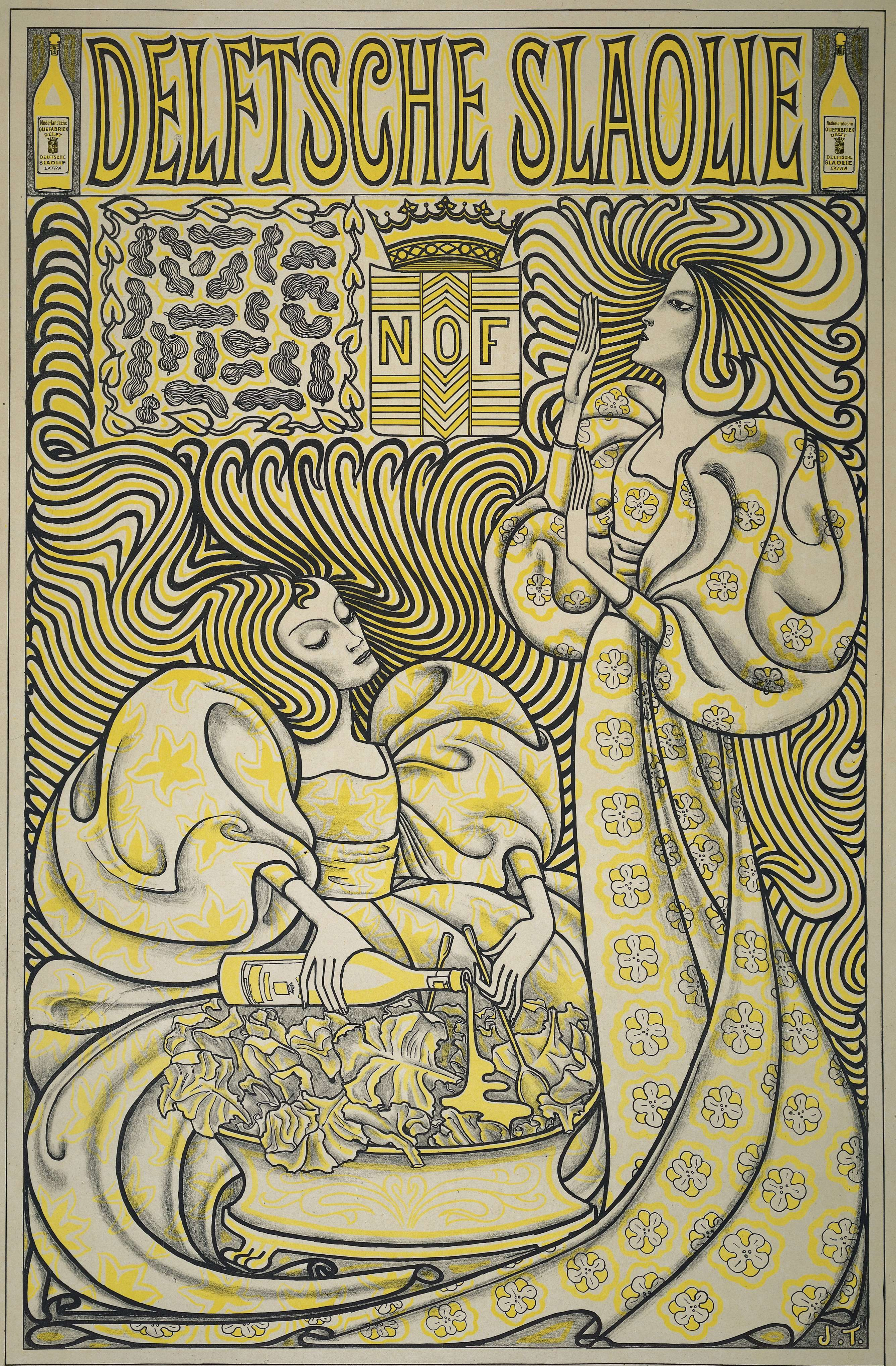
Плакат Яна Торопа для салатної олії «Nederlandsche Oliefabriek».

Спочатку компанія стала відома головним чином завдяки «Делфтської салатної олії», яку там виробляли. Пізніше компанія стала виробляти соуси, маргарини та томатний кетчуп. Салатну олію продавали за допомогою великих рекламних кампаній, у яких використовували плакати відомого нідерландського художника Яна Торопа. Стиль модерн, який він використовував, завдяки цій рекламі став відомий у Нідерландах як «стиль салатної олії», яка в основному представляла на плакатах стилізованих замріяних жінок з довгим волосям. Інші відомі художники також отримували замовлення на плакати з салатною олією, наприклад Джордж Гендрік Брайтнер, Лотар Меггендорфер, Тео Ньювенгейс, Ян Рінке та Жак Зон.
У 1926 і 1927 роках письменник Йоган Фабриціус на замовлення «Calvé-Delft» написав «Дивовижні пригоди Арретьє Нофа» — серію із п'яти книг — про пригоди казкового комічного персонажа Арретьє Нофа. Книги були задумані як рекламний подарунок покупцям продукції компанії. Покупці «Делфтської салатної олії» і маргарину «Delfia» могли отримати книгу безкоштовно при пред'явленні вісімнадцяти купонів, які були розміщені на упаковці продуктів NOF
.
1928 року компанія «Margarine Unie — Unilever» — (заснована Van den Bergh & Jurgens) перебрала «NOF Calvé» у спадкоємців ван Маркена. «Calvé-Delft» стала холдинговою компанією для акцій «Unilever».
Власники фабрики розуміли загрозу, яку представляла нацистська Німеччина в 1930-х роках, і тому на початку 1939 року разом із сімома іншими компаніями безпосередньо перед війною придбали 21 зенітну установку швейцарської компанії «Oerlikon» калібру 20 мм. Ці установки були розміщені на територіях фабрик. Протиповітряна служба «Delft Landstorm Corps», створена 1 березня 1939 року, складалася з 180 добровольців із персоналу залучених компаній і населення Делфта. Співробітники «Calvé» також могли добровільно записатися в «Landstorm Corps», щоб пройти навчання як стрільці-зенітники.
10 травня 1940 року, в перший день війни, зенітні гармати дельфтських фабрик збили в небі в сумі п'ятнадцять німецьких літаків
.
Під час війни фабрики продовжували випускати продукцію, пристосовуючись до обставин німецької окупації. Наприклад, «Олія для салату» «Calvé» була нормованою. Наприкінці 1943 року виникло всенародне обурення з приводу шахрайства, нібито скоєного «Calvé-Delft», після того, як фасувальні агрегати не змогли точно розділити ріпакову олію на порції по 180 мл. Фабрики пережили війну відносно неушкодженими.
З 1948 року компанія «Calvé-Delft» почала виробляти арахісове масло. Запах від нього став загальновідомим явищем у Делфті. Оскільки при виробництві арахісової олії відходи арахісу можна було використовувати як корм для тварин, на фабриці був створений відділ комбікормів. 1963 року відділ об'єднався з компанією «U. Twijnstra's Oliefabriek N.V», утворивши компанію «UT-Delfia», яка згодом стала провідною компанією з виробництва комбікормів.
1965 року «Calvé-Delft» і «De Betuwe» були об'єднані в «Unilever» як компанія «Calvé-De Betuwe». 1970 року «Calvé-De Betuwe» були передані бренди «Del Monte», «Royco» (супи швидкого приготування) і «Norico» (готові страви). 9 жовтня 2007 року британсько-нідерландська група «Unilever» оголосила про закриття з 2008 року фабрики «Calvé-Delft» в рамках масштабної реорганізації компанії. 23 травня 2008 року останні банки арахісового масла зійшли з конвеєра. 170 працівників фабрики у Делфті втратили роботу. Виробництво арахісового масла було перенесене до «Blue Bandfabriek» у Роттердамі, де розташований головний офіс «Unilever». Проте назва «Calvé» збереглася. Літери NOF досі можна знайти в логотипі компанії, наприклад, на банці з арахісовим маслом. Виробництво соусів було перенесено на заводи в Іспанії, Чехії та Німеччині.
2009 року будівлі фабрики були знесені, за винятком будівлі Моньє та будівлі прийому. Будівля Моньє, датована 1905 роком, була визнана муніципальною пам'яткою за архітектурну цінність завдяки виваженій та ефективній бетонній конструкції, а також за культурно-історичну цінність як частини фабрики «Calvé»: первісно будівля використовувалася як склад для лущення борошна, пізніше як їдальня та роздягальня, потім як ресторан компанії і, нарешті, як приміщення для сторожової служби фабрики. Проте, у 2013 році для реконструкції ділянки під хімічне виробництво нідерландської компанії «Royal DSM NV» статус муніципальної пам'ятки було скасувано і будівлю Моньє знесли.
Транснаціональна компанія «Unilever», яка використовує бренд «Calvé», станом на 11 травня 2023 року від початку широкомасштабного вторгнення Росії в Україну Національним агентством з питань запобігання корупції внесена до переліку міжнародних спонсорів війни, оскільки не вийшла з ринку Росії. Перелік «Міжнародні спонсори війни» розміщений на порталі «Війна і санкції».

## Продукти «Calvé»
Деякі продукти, вироблені під торговою маркою «Calvé» в Делфті:
- арахісове масло;
- соуси (початок з «Делфтської салатної олії»), з яких найвідоміший майонез;
- супи;
- боррельський горіх (торгова марка «borrelnootjes») — арахісові горішки з хрусткою шкаралущею.

## Галерея рекламних матеріалів продукції

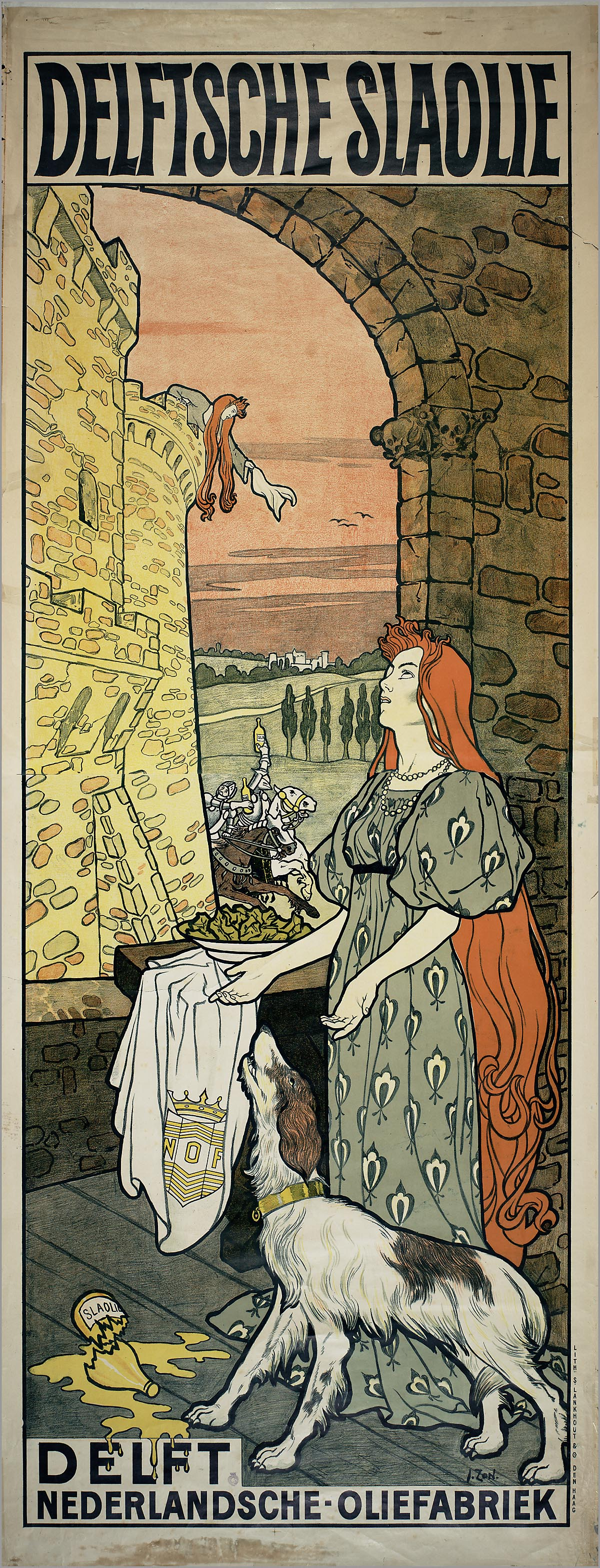
Плакат. Делфтська салатна олія. «Nederlandsche Oliefabriek» (Делфт), Жак Зон (1900 р.).
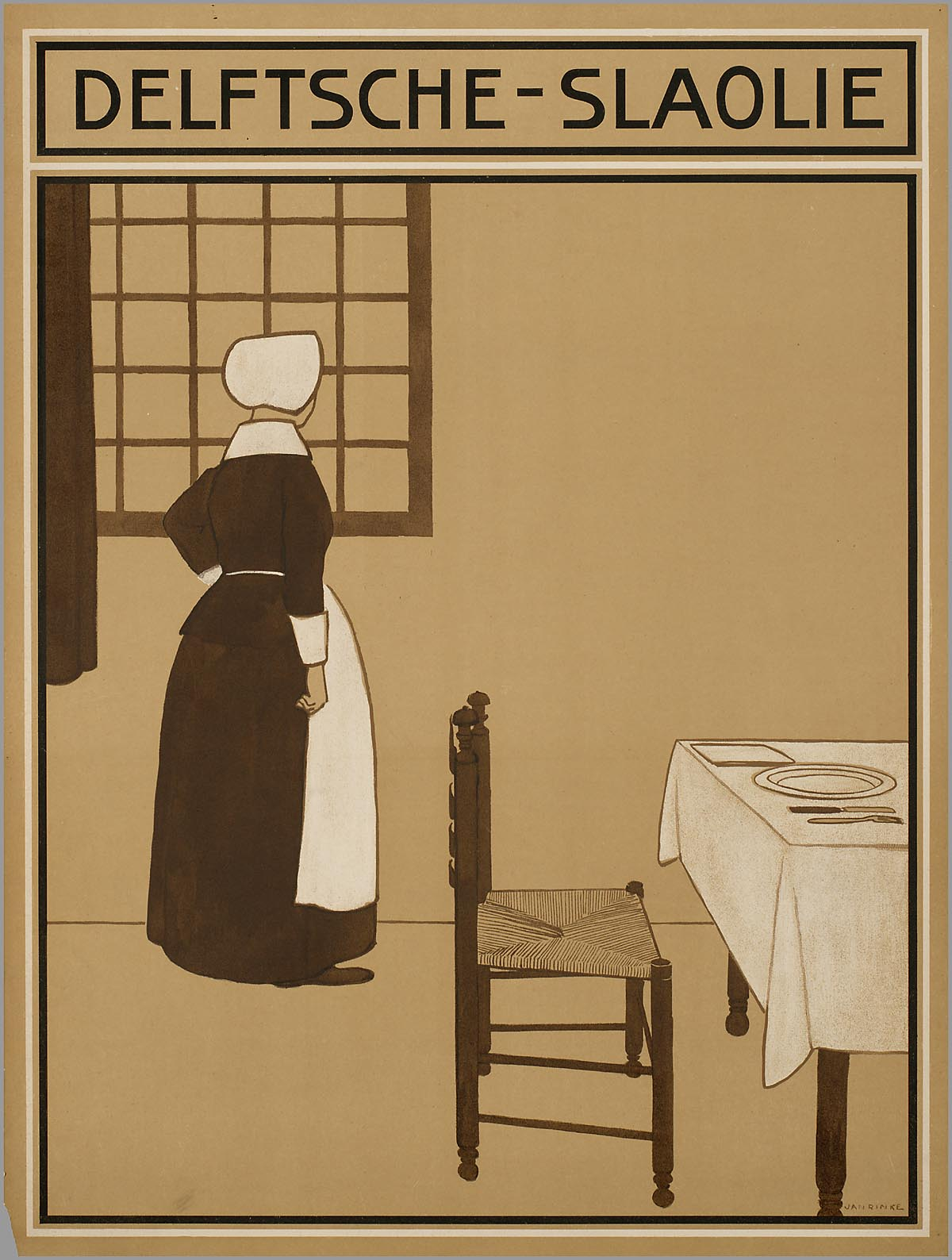
Плакат: Делфтська  салатна олія. Олійна фабрика «Calvé-Delft» (Делфт), Ян Рінке (1863-1922).
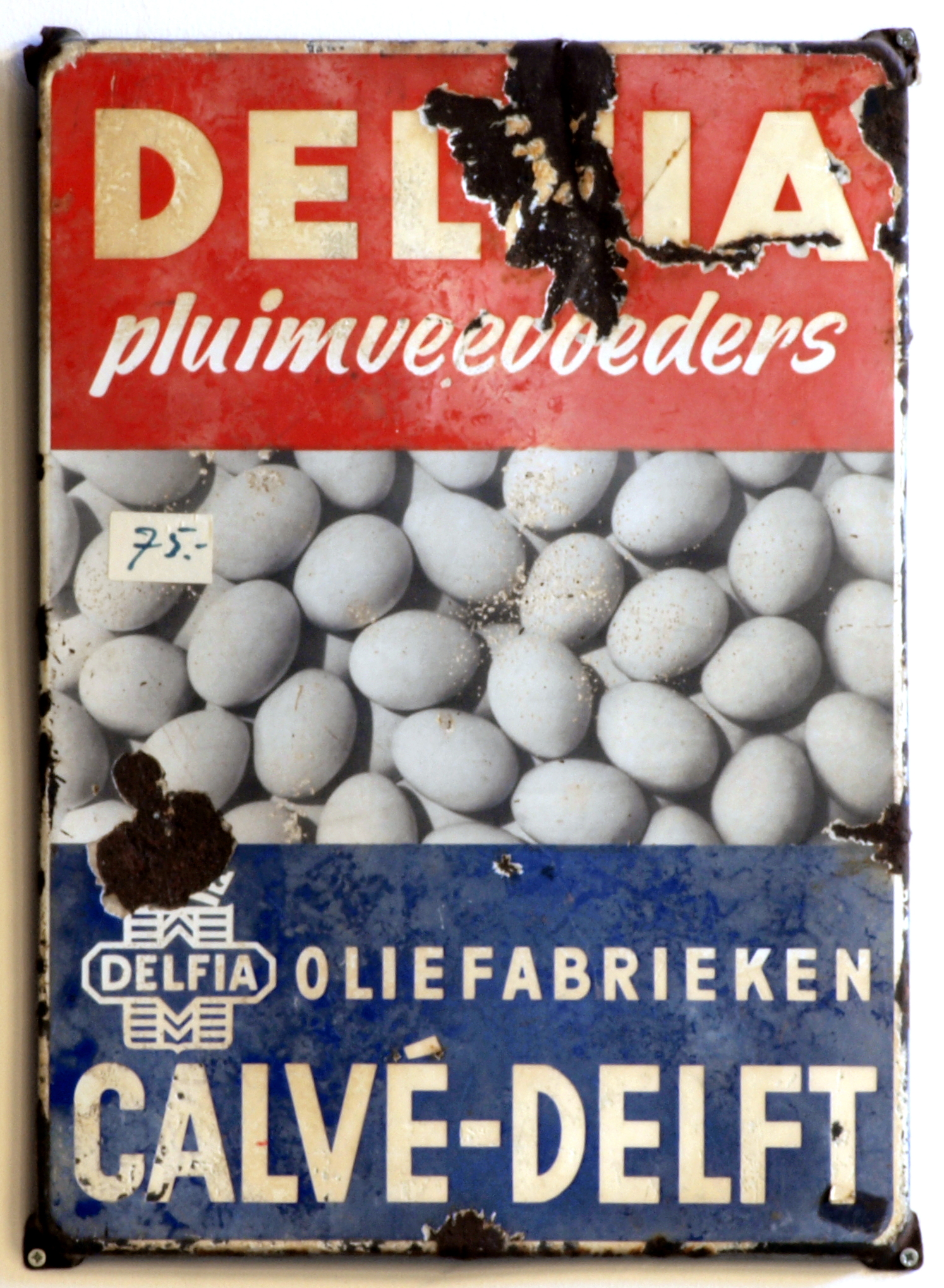
Емальована рекламна табличка комбікормів. Олійна фабрика «Calvé-Delft». Музей Ден Гартога Форда.